# Бруно Файдутті
Бру́но Файду́тті (фр. Bruno Faidutti; нар. 23 жовтня 1961) — французький автор настільних ігор.

## Життєпис
Він відомий у Німеччині насамперед завдяки грі Цитаделі, яка вийшла у видавництві Hans im Glück Verlag. Гра була у списку номінантів на Spiel des Jahres у 2000 році. Бруно Файдутті вивчав право, економіку та історію, а також захистив докторську дисертацію з історії на тему міфології єдинорога. Він живе та працює викладачем гімназії у Парижі.
Для Файдутті, який є відкритим шанувальником покеру, дуже важливим є елемент блефу. Це, наприклад, можна побачити в його картковій грі Цитаделі. Файдутті є автором кількох карткових ігор, які, незважаючи на прості компоненти, мають надзвичайну глибину ігрового процесу. Інші важливі та успішні ігри Бруно Файдутті: Bongo, Долина мамонтів, Чах, Місія: Червона планета та Warrior Knights.
Для свого вебсайту він регулярно пише про дизайн ігор та їхню філософію.

## Нагороди
- Spiel des Jahres
  - Ohne Furcht und Adel: номінація 2000
  - Boomtown: список рекомендацій 2005
  - Diamant: список рекомендацій 2005
- Deutscher Spiele Preis
  - Ohne Furcht und Adel: 6 місце 2000
- International Gamers Award
  - Ohne Furcht und Adel: номінація 2001
  - Diamant: номінація 2005
- À la carte Kartenspielpreis
  - Ohne Furcht und Adel: 1 місце 2000
- Spiel der Spiele
  - Іглу-Іглу: Spiele Hit mit Freunden 2004
  - Diamant: Spiele Hit für Viele 2005
- As d'Or (Jeu de l’Année)
  - Das Halsband der Königin: номінація 2004
- Nederlandse Spellenprijs
  - Ohne Furcht und Adel: переможець 2001

## Людографія
- 1985: фр. Les Sales mômes (додаток до журналу Jeux & Stratégie)
- 1985: фр. Baston (Jeux Actuels)
- 1989: нім. Tschach (Чах)
- 1991: нім. Das Tal der Mammuts (Долина мамонтів) (німецькою видано 2001)
- 1995: нім. Das Geheimnis der Abtei (Таємниця абатства)
- 1996: англ. China Moon
- 2000: англ. Democrazy
- 2000: англ. Corruption
- 2000: англ. Citadels (Цитаделі) (спочатку німецькою як нім. Ohne Furcht und Adel)
- 2000: фр. Castel (Кастель)
- 2000: англ. Bongo!
- 2001: фр. Vabanque
- 2001: нім. Drachengold (Золото драконів)
- 2001: нім. Der König der Diebe (Король злодіїв) (з Міхаелем Шахтом)
- 2002: нім. Drachenfaust (Кулак дракона) (з Міхаелем Шахтом)
- 2003: англ. Terra
- 2003: нім. Das Halsband der Königin (Намисто королеви) (з Бруно Катала)
- 2003: нім. Gold und Rum (Золото та ром) (з Аланом Муном)
- 2003: англ. Babylon
- 2003: нім. Iglu Iglu (Іглу-Іглу) (з Бруно Катала)
- 2004: англ. Boomtown (Бумтаун) (з Бруно Катала)
- 2004: англ. Mission: Red Planet (Місія: Червона планета) (з Бруно Катала)
- 2005: нім. Doppelagent (Подвійний агент) (з Людовіком Мобланом)
- 2005: англ. Key Largo
- 2005: англ. Diamant (Діамант) (з Аланом Муном)
- 2006: англ. Warrior Knights
- 2006: англ. Silk Road (з Тедом Чітемом)
- 2007: англ. Chicago Poker (Чиказький покер) (з Бруно Катала)
- 2008: нім. Roter November (Червоний Листопад) (з Джефом Гонтьє)
- 2009: англ. Pony Express (Поні-експрес) (з Антуаном Боза)
- 2009: нім. Unter schwarzer Flagge (Під чорним прапором)
- 2009: англ. Ad Astra (До зірок) (з Сержем Лаже)
- 2010: англ. SmileyFace (з Гвенаелем Букеном)
- 2011: англ. Isla Dorada (Золотий острів) (з Андреа Анджоліно, Аланом Муном та П'єром Джорджіо Палья)
- 2011: англ. Lost Temple (Загублений храм)
- 2011: нім. Der König der Zwerge (Король гномів)
- 2013: фр. Mascarade (Маскарад)
- 2013: англ. Formula E (з Сержіо Халабаном та Андре Затцем)
- 2015: англ. Warehouse 51
- 2015: англ. Raptor (Раптор) (з Бруно Катала)
- 2015: нім. Aufbruch zum roten Planeten (Вирушення на Червону планету) (друге видання англ. Mission: Red Planet; з Бруно Катала)
- 2015: англ. Attila
- 2016: англ. Waka Tanka
- 2016: англ. HMS Dolores (з Еріком Ленгом)
- 2016: англ. Argo (з Сержем Лаже)
- 2017: англ. Secrets (з Еріком Ленгом)
- 2017: англ. Nutz!
- 2017: англ. King's Life (з Гвенаелем Букеном)
- 2017: англ. Kamasutra
- 2017: фр. Junggle (з Анею Вреде)
- 2017: фр. Chawaï
- 2018: англ. Greedy Kingdoms (з Хаято Кісарагі)
- 2018: англ. Dragons